# کاغذ برنج

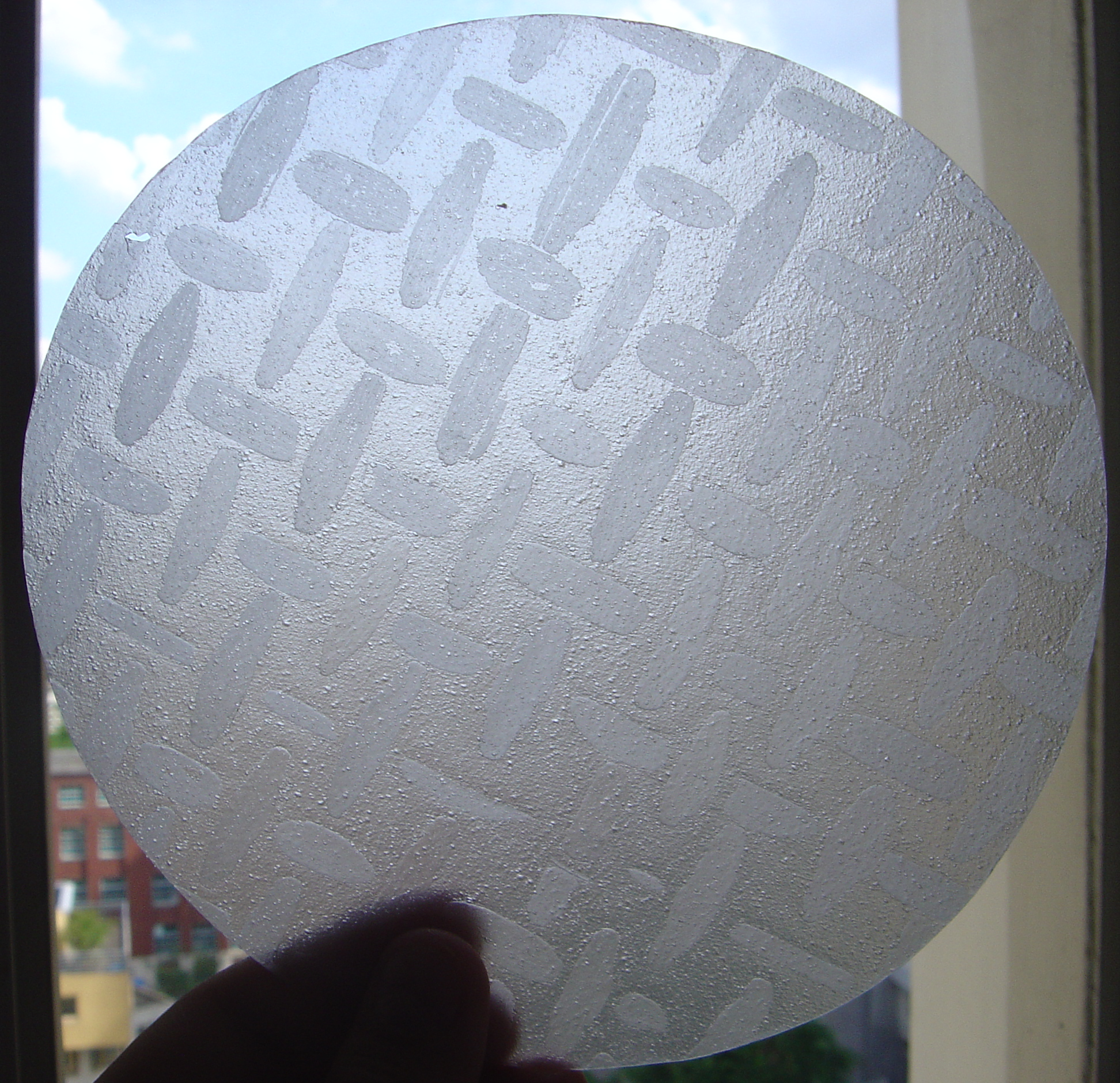
کاغذ برنج

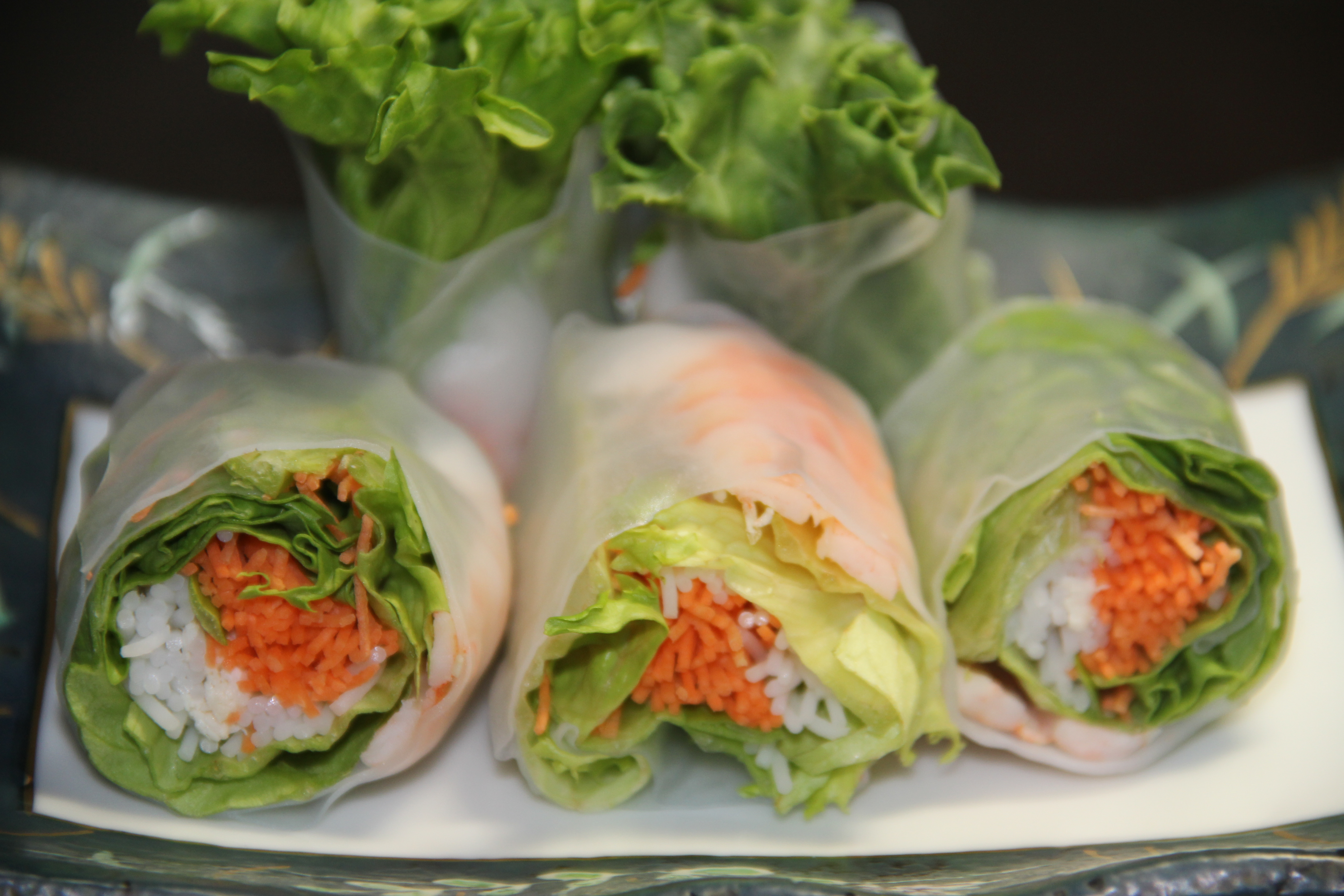
کاغذ برنج برای پیچاندن سبزیجات بکار رفته‌است.

کاغذ برنج (به ژاپنی: ライスペーパー Raice pepa) یکی از فراورده‌های برنج است که در آن برنج به صورت ورقه‌ای نازک درآمده و سپس خشک می‌شود. کاغذ برنج در آشپزی تایلندی و آشپزی ویتنامی برای پیچاندن سبزیجات بسیار استفاده می‌شود. این ورقه در صورت قرار گرفتن در آب به سرعت نشاستهٔ نرم شده مناسب خوردن می‌شود. معمولاً به همین صورت سرد و بدون اضافه کردن حرارت استفاده می‌شود اما می‌توان آن را همراه مواد داخلش در روغن نیز سرخ کرد که در اینصورت به غذای هاروماکی شباهت پیدا می‌کند.